# شروق محمد زكريا الهوساوي
شروق محمد زكريا الحوساوي (من مواليد 25 نوفمبر 1994) هي لاعبة كرة قدم سعودية محترفة تلعب كمدافعة لنادي الهلال السعودي للسيدات والمنتخب السعودي.

## المسيرة الكروية

### الهلال
لعبت شروق مع نادي التحدي حتى استحواذ الهلال عليه، وظلت مع الفريق بعد الاستحواذ، وشاركت لأول مرة مع الفريق في 14 أكتوبر 2022، حيث بدأت في الفوز 4-2 على الشباب. في 16 ديسمبر 2023، سجلت هدفها الأول للنادي في فوز 4-2 على إيسترن فليمز في جهد فردي. في 7 أكتوبر 2024، تم اختيارها ضمن فريق الأسبوع في الجولة الثانية من موسم 2024–25.

## المسيرة الدولية
في ديسمبر 2022، تلقت شروق أول دعوة للانضمام إلى الفريق الأول من المدربة الرئيسية مونيكا ستاب للمشاركة في بطولة دولية ودية أقيمت في الخبر. ظهرت لأول مرة مع المنتخب السعودي الأول في 13 يونيو 2023، بعد أن دخلت بديلة لدلال عبد اللطيف في الدقيقة 58 في خسارة 3-1 أمام أندورا

## إحصائيات المهنة

### نادي
آخر تحديث match played 3 February 2024
.
| نادي                  | موسم                  | الدوري                | الدوري    | الدوري  | كوب       | كوب     | قارية     | قارية   | آخر       | آخر     | المجموع   | المجموع |
| نادي                  | موسم                  | قسم                   | التطبيقات | الأهداف | التطبيقات | الأهداف | التطبيقات | الأهداف | التطبيقات | الأهداف | التطبيقات | الأهداف |
| --------------------- | --------------------- | --------------------- | --------- | ------- | --------- | ------- | --------- | ------- | --------- | ------- | --------- | ------- |
| الهلال                | 2022–23               | سوبل                  | 14        | 0       | -         | -       | —         | —       | —         | —       | 14        | 0       |
| الهلال                | 2023–24               | سوبل                  | 14        | 1       | 2         | 0       | —         | —       | 3         | 0       | 15        | 1       |
| الهلال                | المجموع               | المجموع               | 28        | 1       | 2         | 0       | —         | —       | 3         | 0       | 29        | 1       |
| مجموع المسيرة المهنية | مجموع المسيرة المهنية | مجموع المسيرة المهنية | 28        | 1       | 2         | 0       | —         | —       | 3         | 0       | 33        | 1       |

### دولي
| المنتخب الوطني           | سنة     | التطبيقات | الأهداف |
| ------------------------ | ------- | --------- | ------- |
| المملكة العربية السعودية | 2023    | 6         | 0       |
| المملكة العربية السعودية | 2024    | 1         | 0       |
| المجموع                  | المجموع | 7         | 0       |

## الأوسمة
المملكة العربية السعودية
- بطلة بطولة اتحاد جنوب آسيا الودية الدولية للسيدات: الخبر 2023

## روابط خارجية
- شروق محمد زكريا الهوساوي  على سكروي
- شروق محمد زكريا الهوساوي على الأرشيف الرياضي العالمي

- Shuruq Al-Hwsawi at Player Maker Stats
- Shuruq Al-Hwsawi at Soccerdonna